# Christian Johann Klett
Christian Johann Klett (* 7. Januar 1770 in Urach; † 7. Februar 1823 in Heilbronn) war Leibarzt der Grafen von Erbach und später von 1801 bis zu seinem Tode Stadtarzt in Heilbronn.

## Leben

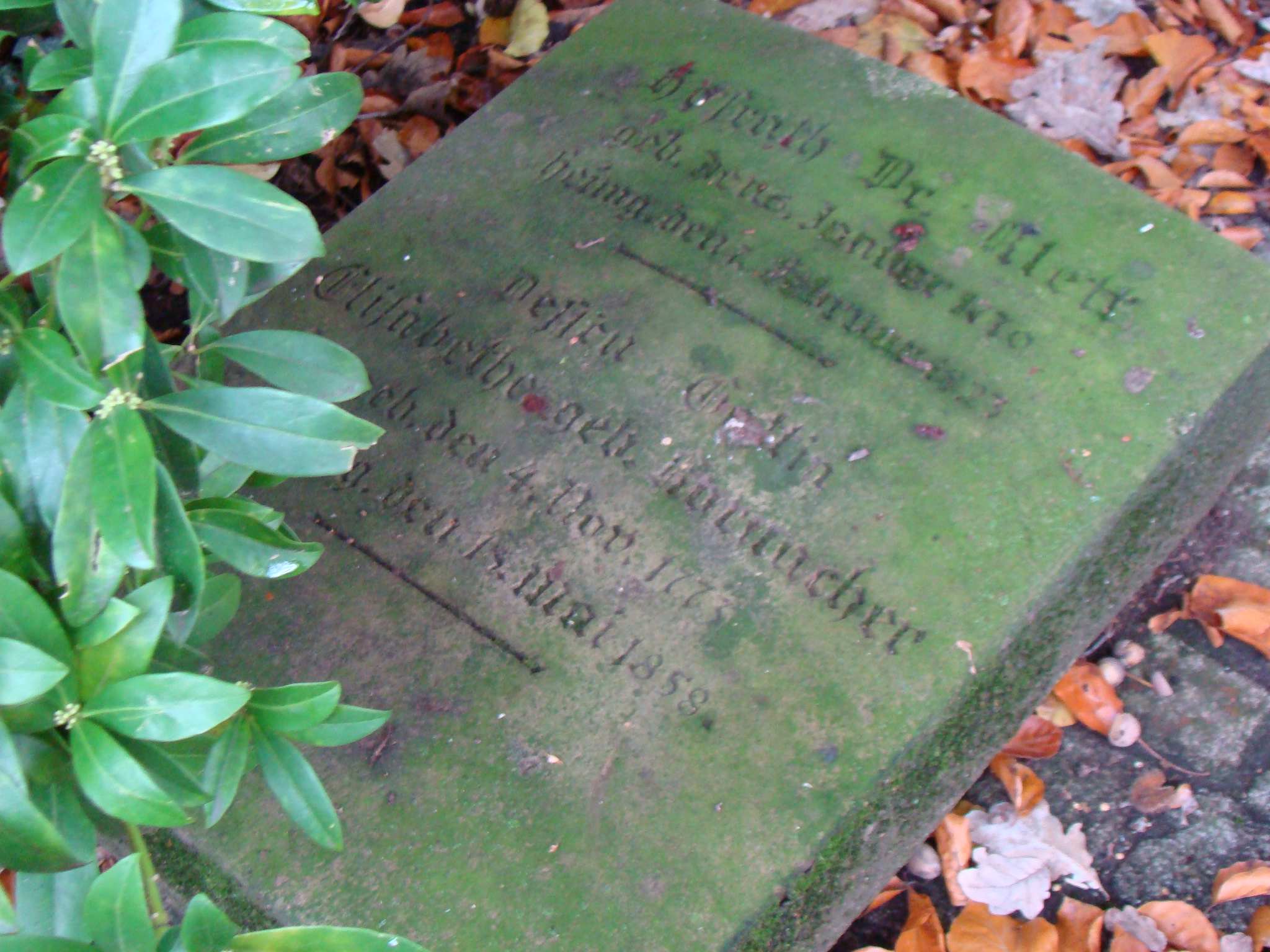
Grabmal von Christian Johann Klett und Elisabeth geb. Kornacher auf dem Alten Friedhof in Heilbronn

Klett war der Sohn des Kameralverwalters August Klett. Er wurde 1794 in Würzburg promoviert und kam danach als Leibarzt und Landphysikus zu den Grafen von Erbach nach Erbach. 1797 wird er als Hofrat bezeichnet. Auf Vorschlag seines Onkels Eberhard Gmelin, damals erster Stadtarzt in Heilbronn, wurde Klett 1800 nach Heilbronn berufen, wo er am 13. Januar 1801 die seit 1794 nicht mehr besetzte Stelle als dritter Stadtarzt annahm. Beim Übergang der Reichsstadt Heilbronn an das Königreich Württemberg kamen Klett und sein Kollege Friedrich August Weber 1803 in den württembergischen Landesdienst mit dem Titel eines Landvogteiphysikus, später Oberamtsarzt, während Gmelin sein Amt rasch niederlegte. In seiner Amtszeit in Heilbronn machte sich Klett vor allem um die Schutzimpfung gegen Pocken verdient.
Er war seit 1. Mai 1796 mit Lisette Kornacher (1773–1858), der Tochter des Bürgermeisters Georg Christoph Kornacher, verheiratet. Der Ehe entstammten neun Kinder. Die beiden ältesten Söhne, Georg Klett (1797–1855), der wie sein Vater als Stadtarzt in Heilbronn wirkte, und der spätere Heilbronner Stadtschultheiß August Klett (1799–1869), und wurden noch in Erbach geboren, die restlichen Kinder kamen in Heilbronn zur Welt. Kletts Grabmal ist auf dem Alten Friedhof in Heilbronn erhalten.